# Кинематограф Объединённых Арабских Эмиратов

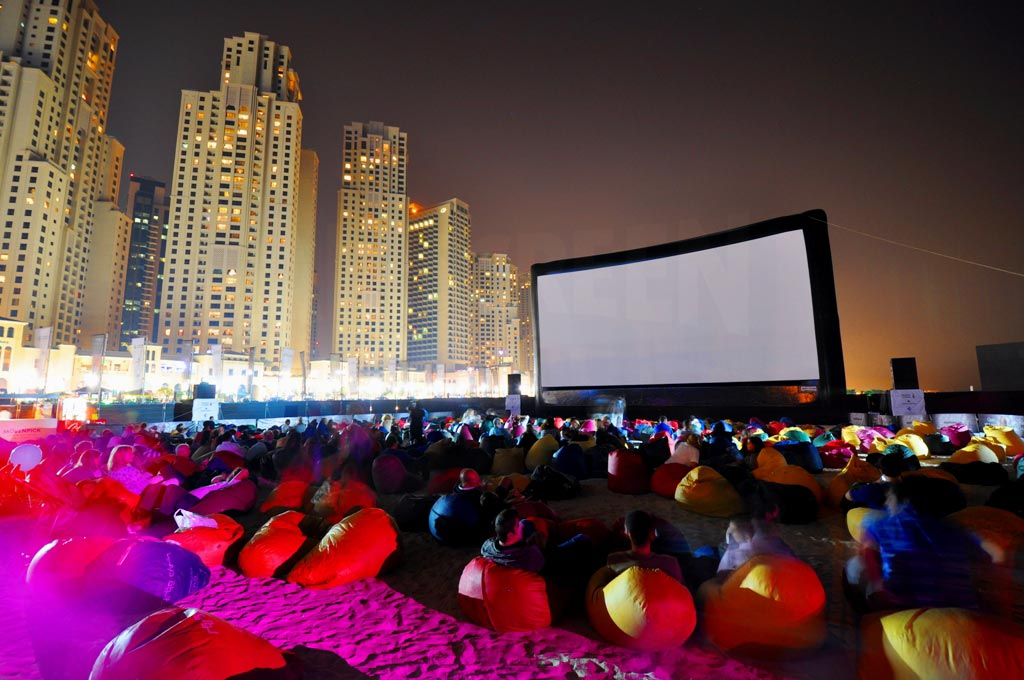
Фестиваль фильма в Дубай, ОАЭ, 2010 г

Кинематограф ОАЭ находится на стадии развития.
В эмиратах, за всю историю, был снят всего лишь один полнометражный фильм. Тем не менее, выпущено большое количество короткометражных фильмов. Кроме того, ОАЭ является популярным местом для съемок фильмов и телесериалов Болливуда и пакистанского Лолливуда.
В ОАЭ проходят ежегодные кинофестивали в Дубае и Абу-Даби. Также, специально для содействия кинопроизводству в эмиратах была построена киностудия (Studio City).
В 2008 году эмиратский режиссёр Маджид Абдул Разак выпустил фильм «Аравийские пески», по мотиву одноименного приключенческого романа Уилфрида Тесайджера. Почти все главные роли исполнили актёры из ОАЭ и Омана. Позднее фильм был выпущен на DVD.
В апреле 2009 года прошел второй Дубайский кинофестиваль, который стал примечателен тем, что на нём демонстрировалось 2 фильма, снятых эмиратскими режиссёрами. Фильм Al Dayra режиссёра и исполнителя главной роли Навафа Аль Джанахи повествует историю о жизни поэта и журналиста Ибрагима. Режиссёр и писатель Салих Карама также продемонстрировал свою первую картину Henna.
17 ноября 2011 года в кинотеатрах Иордании вышел фильм Навафа Аль Джанахи «Морская тень». 25 Сентября 2013 года фильм вышел на DVD.

## Известные фильмы снятые эмиратскими режиссёрами в ОАЭ
- Аравийские пески (2008) — Маджид Абдулразак
- Al Dayra (2009) — Наваф Аль Джанахи
- Хенна (2009) — Салих Карама
- Город жизни (2009) — Али Мустафа
- Морская тень (2011) — Наваф Аль Джанахи

## Известные фильмы снятые в ОАЭ
- С Новым годом! (фильм, 2014) (Индия, 2014) большую часть фильма была снята в Дубае
- Миссия невыполнима: Протокол Фантом (США; 2010) часть фильма была снята в Дубае
- Код 46 (Великобритания; 2003) часть фильма была снята в Дубае
- Королевство (США; 2007) фильм снят в Абу-Даби
- Как я полюбил (Индия; 2005) часть фильма была снята в Дубае
- Выходи за меня замуж (Индия; 2004) часть фильма была снята в Дубае
- Сириана (США; 2005) часть фильма была снята в Дубае
- Дюна 2 2024

## Телесериалы
- Самарканд (2016) — успешный в Арабском мире исторический сериал, производства ОАЭ.